# Reumatologie
Reumatologia este o ramură a medicinii interne, care se ocupă cu depistarea, diagnosticarea, tratarea și recuperarea bolnavilor cu afecțiuni nechirurgicale ale aparatului locomotor. Aceste afecțiuni sunt de obicei dureroase, acute sau de cele mai multe ori cronice, care împiedică buna funcționare a aparatului locomotor și sunt numite în general reumatism sau boli reumatice și musculoscheletice.
Principalele grupe de afectiuni de care se ocupa reumatologia sunt următoarele:
- afectiuni degenerative provocate de degenerescența și uzura unor articulații sau de cauze mecanice: artroza membrelor (gonartroza, coxartroza), spondiloza, hernia discală lombară.
- afecțiuni cauzate de prezența cristalelor în articulații sau în tendoane: guta, pseudoguta, condrocalcinoza articulară, boala calcificărilor tendinoase.
- afecțiuni inflamatorii periarticulare și articulare nedegenerative: tendinite, bursite, capsulite, entezite, epicondilite, fibromialgia, sindromul Dupuytren, nevralgia cervico-brahială, periartrita scapulo-humerală, sindromul de tunel carpian și alte sindroame canalare ale membrului superior și inferior
- afecțiuni infecțioase articulare cauzate de prezența unor germeni în articulații: boala Lyme (borelioza), artrita gonococică, artrita tuberculoasă (TBC osteo-articular) și alte artrite infecțioase.
- afecțiuni metabolice: osteoporoza, osteomalacia.
- afecțiuni inflamatorii, autoimune care se observă, în general, în cadrul bolilor de sistem: reumatismul articular acut, artrite reactive, poliartrita reumatoidă, spondilita anchilozantă, artrita psoriazică, lupusul eritematos sistemic, sclerodermia, polimiozita, dermatomiozita, sindromul Schönlein-Henoch, vasculite.